# Tina Wagenlader
Tina Wagenlader (* 2. Januar 1995 in Gehrden) ist eine deutsche Handballspielerin, die auf der Position Kreisläuferin eingesetzt wird.

## Karriere
Tina Wagenlader spielte anfangs beim HV Barsinghausen. Im Jahr 2009 schloss sich die Kreisläuferin der HSG Hannover-Badenstedt an. Mit der B-Jugend der HSG Hannover-Badenstedt gewann sie 2012 die deutsche Meisterschaft. Sie lief für Badenstedt in der 3. Liga auf und besaß zusätzlich ein Zweitspielrecht für den Zweitligisten SVG Celle. Nachdem die SVG Celle 2014 in die Bundesliga aufstieg, wurde ihr Spielrecht zwischen Celle und Badenstedt getauscht. Nachdem Wagenlader in der Saison 2015/16 zum Zweitligaaufstieg von Badenstedt beitrug, lief sie anschließend nur noch für den SVG Celle auf. Im Sommer 2017 kehrte sie zur HSG Hannover-Badenstedt zurück. Nachdem sich Badenstedt ein Jahr später aus der 2. Bundesliga zurückzog, schloss sich Wagenlader den Füchsen Berlin an, die in der 2. Liga spielen. Im Sommer 2024 wechselte sie zum Ligakonkurrenten SV Union Halle-Neustadt. Mit Union Halle-Neustadt stieg sie 2025 in die Bundesliga auf.
Wagenlader lief für die deutsche Jugend- und Juniorinnennationalmannschaft auf. Mit diesen Auswahlmannschaften nahm sie an der U-19-Europameisterschaft 2013 teil.